# Корхаан чорногорлий
Корхаан чорногорлий (Eupodotis vigorsii) — вид птахів родини дрохвових (Otididae).

## Поширення
Вид поширений у посушливих регіонах на заході Південно-Африканської Республіки та півдні Намібії. Мешкає у напівпустелях Кару, що вирізняються піщаним ґрунтом та розрізненою чагарниковою рослинністю. Кількість опадів не перевищує 250 мм на рік.

## Опис
Це відносно дрібний вид дрохви, завдовжки близько 50  см, вагою 1,3-1,6 кг. Голова, шия, спина, крила та хвіст сірувато-коричневого кольору з крихітними чорними цятками. Нижні частини світліші і на череві переходять у рожево-білий колір. Підборіддя і горло чорні з вузькою білою облямівкою. Чорна пляма може спостерігатися і на потилиці. Хвіст має три тонкі темні смужки.

## Спосіб життя
Трапляється парами або сімейними групами з 3-5 птахів. Живиться комахами, дрібними хребетними, ягодами, квітами, травами. Корхаан чорногорлий є моногамним птахом і пара зберігається протягом усього життя. Гніздовий період триває з липня по квітень, але більшість виводків з'являється влітку, між жовтнем і березнем. Гніздо має вигляд невеликої ямки у землі під кущем або купкою трави. У кладці одне, рідше два яйця. Потомство залишається з батьками тривалий період, декілька місяців.

## Підвиди
- E. v. namaqua (Roberts, 1932), Намібія та захід ПАР;
- E. v. vigorsii (A. Smith, 1831), східна частина ареалу.